# Терский округ
Терский округ — административно-территориальная единица Юго-Восточной области (с ноября 1924 — Северо-Кавказского края) существовавшая в 1924—1930 годах.
Терский округ был образован 2 июня 1924 года. Центром округа был назначен город Пятигорск.
С 1924 по 1928 год округ был разделён на 16 районов: Александрийский, Арзгирский, Архангельский, Воронцово-Александровский, Георгиевский, Горячеводский, Ессентукский, Кисловодский, Левокумский, Минераловодский, Моздокский, Наурский, Прикумский, Прохладненский, Степновский и Суворовский. В 1928 году были упразднены Александрийский, Левокумский, Наурский и Суворовский районы. Ещё через год были упразднены Архангельский, Горячеводский, Кисловодский и Степновский.
30 июля 1930 Терский округ, как и большинство остальных округов СССР, был упразднён. Его районы отошли в прямое подчинение Северо-Кавказского края.
Население округа в 1926 году составляло 641,6 тыс. человек. Из них русские — 58,5 %; украинцы — 30,3 %; армяне — 3,3 %; немцы — 2,8 %; осетины — 1,1 %.